# Perilampus spenceri
Perilampus spenceri är en stekelart som beskrevs av T.C. Narendran 2003. Perilampus spenceri ingår i släktet Perilampus och familjen gropglanssteklar.
Artens utbredningsområde är Vietnam. Inga underarter finns listade i Catalogue of Life.